# Котляров, Александр Серафимович
Алекса́ндр Серафи́мович Котляро́в (род. 1945, Москва) — советский, российский художник, профессор, кандидат искусствоведения; заведующий кафедрой; член Союза художников СССР и России. Заслуженный художник Российской Федерации (2018).

## Биография
В 1967 г. окончил художественный факультет Московского полиграфического института (ныне Московский политехнический университет); учился у А. Д. Гончарова и П. Г. Захарова. В 1972 г. окончил аспирантуру там же; после защиты диссертации служил в Советской Армии.
С 1973 г. преподаёт на кафедре рисунка и живописи (с 2006 г. — заведующий кафедрой) факультета графических искусств того же института (с 1997 г. — Московский государственный университет печати).
В 1977—1978 году стажировался в парижской Высшей школе декоративных искусств (мастерская академика Ж. Ронэра) и в Сите-дез-ар.

## Творчество
Пишет в стиле, напоминающем импрессионизм (портреты, натюрморты), а также в технике графики (пейзажи, гравюры-иллюстрации, в том числе к роману М. Е. Салтыкова-Щедрина «История одного города»).
Участник многих выставок изобразительного искусства в нашей стране и за рубежом, в том числе:
- персональная выставка — выставочный зал Союза художников России (Москва, 2014)[1].

Работы А. С. Котлярова представлены в частных и государственных собраниях России, Франции и США.

## Награды
- Заслуженный художник Российской Федерации (3 мая 2018) — за большой вклад в развитие отечественной культуры и искусства, многолетнюю плодотворную деятельность[2].

### Избранные публикации
Источник — электронные каталоги РНБ
- Котляров А. С. Композиционная структура изображения : учебное пособие для студентов высших учебных заведений, обучающихся по специальности «Графика». — М.: Университетская книга, 2008. — 146 с. — (Новая университетская библиотека).
- Котляров А. С. Композиционно-изобразительная деятельность и произведение реалистического искусства в плане диалектики конкретного и абстрактного : Автореф. дис. … канд. искусствоведения. — М., 1972. — 22 с.
- Котляров А. С. Композиция изображения : Учеб. пособие. — М. : Изд-во МГУП, 2001. — 61 с.

Портрет В. И. Чапаева, иллюстрация А. С. Котлярова к роману Д. А. Фурманова «Чапаев», издательство «Правда», Москва, 1983 г.

- Портрет В. И. Чапаева, иллюстрация А. С. Котлярова к роману Д. А. Фурманова «Чапаев», издательство «Правда», Москва, 1983 г.Котляров А. С. Рисунок, живопись, композиция : ил. метод. указания для заоч. отд-ния фак. Художеств.-техн. оформления печат. продукции, специальность 051900 — Графика. — М. : Моск. гос. ун-т печати, 2004. — 31 с.
- Котляров А. С., Зайцев Л. Е. Основы пластической анатомии : Конструкция и внеш. формы тела человека : Учеб. пособие. — М. : Изд-во МГУП, 2001. — 79 с.